# Francesco Tirelli (politico)
Francesco Tirelli (Quinzano d'Oglio, 15 agosto 1950) è un politico italiano senatore della Repubblica italiana per due mandati, eletto nel 1996 durante la XIII legislatura e nel 2001 durante la XIV legislatura.
Facente parte della Lega Nord, è stato vicepresidente del relativo gruppo parlamentare al Senato durante la XIV legislatura.
In seguito dal 2003 al 2013 è stato consigliere comunale presso Quinzano d'Oglio.